# Сьоряку
Сьоряку (яп. 正暦 — сьоряку, «вірний календар») — ненґо, девіз правління імператора Японії з 990 по 995 роки.

## Хронологія
- 1 рік (990) — призначення Фудзівари Мітітака регентом сессьо і радником кампаку;
- 5 рік (994) — пожежа в храмі Конґобудзі від блискавки.

## Порівняльна таблиця
| Роки Сьоряку            | 1    | 2    | 3    | 4    | 5    | 6    |
| Григоріанський календар | 990  | 991  | 992  | 993  | 994  | 995  |
| Китайський календар     | 庚寅 | 辛卯 | 壬辰 | 癸巳 | 甲午 | 乙未 |